# Підгорна (Моркинський район)
Підго́рна (рос. Подгорная, марій. Курыкйымал) — присілок у складі Моркинського району Марій Ел, Росія. Входить до складу Моркинського міського поселення.

## Населення
Населення — 41 особа (2010; 54 у 2002).
Національний склад (станом на 2002 рік):
- марійці — 94 %